# Original Me
Original Me es el cuarto álbum de estudio del grupo alemán Cascada. Fue lanzado el 19 de junio de 2011 en Reino Unido por la discográfica AATW y en Alemania el 26 de junio por Zooland Records. En el álbum se ve que se van alejando de su estilo Eurodance a un Dance- y Electro-pop con R&B.
En España, el álbum fue lanzado primero digitalmente en iTunes el 20 de junio junto con San Francisco. Más tarde el álbum fue añadido a Spotify.
La promoción del álbum no empezó hasta que se lanzó San Francisco, ya que cuando se lanzó Pyromania aún no se había confirmado un nuevo álbum, y tras Pyromania Cascada lanzó Night Nurse estrenándolo en Youtube el 6 de noviembre y quedándose simplemente como un sencillo promocional. En el Reino Unido a mediados de junio iba a empezar un mini tour para promocionar el nuevo álbum pero fue postpuesto y se está a la espera de anunciar el mes en el que el mini tour será reprogramado

## Evolución de la música
Yanou y Manian (productores de todas las canciones) cuando comenzaron su trabajo en el cuarto álbum, afirmaron:

Hemos tratado de darle variedad al nuevo álbum y para demostrar nuestra capacidad de múltiples facetas en distintos géneros musicales. Se puede escuchar todo el corazón que hemos puesto en nuestras nuevas canciones. Algunos de ellos son puro Pop, no demasiado Dance, y también hay baladas que hacen llegar al corazón como "Hungover", explican los productores.

En el álbum vuelve a participar el rapero Carlprit, en las canciones "Unspoken" y "Independence Day", y que ya colaboró con Cascada en la canción Evacuate the Dancefloor.

## Composición y producción
El álbum fue producido en un período de tiempo de dos años en los estudios Plazmatek en Colonia, Alemania. Todas las canciones del álbum fueron producidas por los dos Djs de Cascada, DJ Manian y Yanou; al igual que todos los anteriores álbumes de estudio del grupo. El álbum cuenta con la colaboración de otros autores como Tony Cornelissen, Allan Eshuijs, Jonathan Kinnear, James Kinnear y Andrés Ballinas; que ya colaboraron anteriormente con Cascada. Y los nuevos escritores que aparecen en el álbum son Mimoza Blinsson, Alfred Tuohey, Nina Peifer, Max Persson y Salar Gorgees. En dos de las canciones del álbum, "Unspoken" y "Independence Day", vuelve a colaborar el rapero Zimbawe-alemán Carlprit, cantando todo el primer y el segundo verso en ambas, mientras que el estribillo era para Natalie.

## Sencillos

### Pyromania
Pyromania fue escrita por Allan Eshuijs junto a Yann Peifer y Manuel Reuter, quienes produjeron también la canción. El sencillo fue lanzado digitalmente el 19 de marzo de 2010. El vídeo se estrenó en Youtube el 16 de febrero, en la cuenta oficial del grupo. El video fue dirigido por Lisa Mann. Fue grabado en Toronto, Canadá.

### San Francisco
San Francisco fue lanzando como segundo sencillo del álbum en Alemania, el 4 de junio de 2011. En Reino Unido e Irlanda sería lanzado el 17 de junio. Para promocionar el sencillo en Alemania realizaron una actuación para el programa The Dome 58 y una versión acústica para ARD, y realizando varias entrevistas en otros programas. El sencillo cuenta con remixes de Cahill, Wideboys, Frisco y Lockouts. El vídeo se estrenó en YouTube el 6 de mayo en la cuenta de AATW y más tarde en la cuenta oficial del grupo. El video muestra a Natalie con un grupo de personas vestidas como los hippies de hoy en día en una noche en San Francisco para una fiesta, que termina con ellos en una fiesta en una azotea.
San Francisco ha cumplido con una crítica general positiva, aunque ha sido constantemente comparado con la canción de Katy Perry, California Gurls por su similitud con la base, con acusaciones de que Cascada plagia a Katy en la canción.
La canción ha sido un éxito comercial a pesar de esas acusaciones, demostrando ser otra gran vuelta exitosa de Cascada desde que se lanzó Evacuate the Dancefloor; en Austria la canción debutó en el número 14 y también ha logrado alcanzar el número 13 en Alemania y el 11 en el Países Bajos, y donde menos fue en Reino Unido donde debutó en el 64.

### Au Revoir
Au Revoir también fue escrita por Allan Eshuijs, Yann Peifer y Manuel Reuter. Es el tercer sencillo del álbum y su fecha de lanzamiento será el 23 de septiembre en Alemania, Austria y Suiza. El video fue dirigido por Lisa Mann y coreografiado por Luther Brown al igual que el video de San Francisco. Los videos se grabaron el mismo fin de semana, a finales de marzo en Toronto, Canadá. El vídeo de Au Revoir fue estrenado exclusivamente el 8 de julio en el Canal de Clubland TV solo disponible en Reino Unido. El primer remix confirmado fue por el Twitter del DJ Christian Davies quien confirmó que haría un remix para el nuevo sencillo de Cascada.
El video de Au Revoir fue oficialmente estrenado para todo el mundo en su cuenta de Youtube el 8 de septiembre; y el cual será lanzado digitalmente en Alemania el 23 de septiembre y el 11 de octubre en Reino Unido, incluyendo remixes de DJ Gollum, Mondo y Jorg Schmid.

## Sencillos promocionales
Night Nurse
Night Nurse se filtró en agosto la versión demo de la canción. La discográfica Robbins Entertainment comentó que esa no sería la versión oficial que se iba a lanzar, y que quizás sería el próximo sencillo. Como no salió la canción a la venta ni digitalmente ni de forma física, posiblemente se quede en un sencillo promocional. La canción solo está disponible digitalmente en una recopilación, en el álbum de Clubland 18. El video fue grabado en Alemania y estrenado el 6 de noviembre en Youtube. La canción y el video cuenta con el cantante de R.I.O.. El video muestra a Natalie con pintura por todo el cuerpo en varios colores en muchas escenas.

## Promoción

### UK Mini Tour
El 25 de noviembre Cascada confirmó a Digital Spy que para el 2011 se realizaría un mini tour en Reino Unido para junio los días 16, 17 y 18 en Glasgow ABC, Newcastle O2 Academy y en Manchester Academy respectivamente; y coincidiendo así con el lanzamiento de Original Me en Reino Unido. El 27 de mayo de 2011, anunciaron que el mini tour habría sido postpuesto por motivos desconocidos; se espera que el mini tour sea reprogramdo para octubre-noviembre.

## Lista de canciones
Todas las canciones fueron producidas y coescritas por DJ Manian y Yanou.
| Original Me |                                        |                                                 |          |  |
| N.º         | Título                                 | Escritor(es)                                    | Duración |  |
| 1.          | «San Francisco»                        | T. Cornelissen                                  | 3:46     |  |
| 2.          | «Au Revoir»                            | A. Eshuijs                                      | 3:08     |  |
| 3.          | «Stalker»                              | A. Eshuijs, M. Blinsson, A. Tuohey              | 3:31     |  |
| 4.          | «Night Nurse»                          | T. Cornelissen                                  | 3:22     |  |
| 5.          | «Pyromania»                            | A. Eshuijs                                      | 3:29     |  |
| 6.          | «Unspoken (featuring Calprit)»         | J. Schwamborn, J. Kinnear, Jo. Kinnear          | 3:26     |  |
| 7.          | «Original Me»                          | T. Cornelissen, N. Peifer                       | 3:09     |  |
| 8.          | «Sinner on the Dancefloor»             | A. Ballinas                                     | 2:55     |  |
| 9.          | «Enemy»                                | Steve Robson                                    | 3:29     |  |
| 10.         | «Hungover»                             | J. Kinnear, Jo. Kinnear, M. Persson, S. Gorgees | 3:46     |  |
| 11.         | «Independence Day (featuring Calprit)» | J. Schwamborn, A. Ballinas                      | 3:50     |  |

| Disco 2: Greatest Hits |                             |                                                                    |          |  |
| N.º                    | Título                      | Escritor(es)                                                       | Duración |  |
| 1.                     | «Everytime We Touch»        | Peter Risavy, Maggie Reilly, Stuart MacKillop                      | 3:19     |  |
| 2.                     | «What Hurts the Most»       | Steve Robson, Jeffrey Steele                                       | 3:39     |  |
| 3.                     | «Evacuate the Dancefloor»   | Peifer, Reuter, Allan Eshuijs                                      | 3:25     |  |
| 4.                     | «Truly Madly Deeply»        | Daniel Jones, Darren Hayes                                         | 2:55     |  |
| 5.                     | «What Do You Want from Me?» | Peifer, Reuter, Tony Cornelissen                                   | 2:47     |  |
| 6.                     | «Bad Boy»                   | Peifer, Reuter                                                     | 3:13     |  |
| 7.                     | «How Do You Do»             | Per Gessle                                                         | 3:17     |  |
| 8.                     | «A Neverending Dream»       | Alexander Kaiser, Matthias Uhle                                    | 3:24     |  |
| 9.                     | «Fever»                     | Peifer, Reuter, Ballinas                                           | 3:19     |  |
| 10.                    | «Wouldn't It Be Good»       | Nik Kershaw                                                        | 3:29     |  |
| 11.                    | «Dangerous»                 | Peifer, Reuter, Cornelissen                                        | 2:58     |  |
| 12.                    | «Because the Night»         | Bruce Springsteen, Patti Smith                                     | 3:26     |  |
| 13.                    | «Faded»                     | Matthew Gerrard, Jessica Origliasso, Lisa Origliasso, Robbie Nevil | 2:48     |  |
| 14.                    | «Perfect Day»               | Peifer, Reuter, Eshuijs                                            | 3:42     |  |
| 15.                    | «Last Christmas»            | George Michael                                                     | 3:52     |  |

Nota: El segundo CD del álbum es exclusivo en Reino Unido, Irlanda y España, que contiene algunos sencillos de los álbumes anteriores. Todas las canciones fueron producidas por DJ Manian y Yanou.

## Posicionamiento en listas
| País        | Chart (2011)          | Posición | Ref.   |
| ----------- | --------------------- | -------- | ------ |
| Reino Unido | UK Albums Chart       | 24       | [ 13 ] |
| Reino Unido | UK Dance Albums Chart | 2        | [ 14 ] |
| Escocia     | Scottish Albums Chart | 17       | [ 15 ] |
| Austria     | Austrian Albums Chart | 46       | [ 16 ] |
| Suiza       | Swiss Albums Chart    | 44       | [ 16 ] |
| Alemania    | German Albums Chart   | 41       | [ 17 ] |

## Lanzamiento
| País         | Fecha       | Formato              | Discográfica    |
| ------------ | ----------- | -------------------- | --------------- |
| Países Bajos | 17 de junio | CD                   | Universal       |
| Reino Unido  | 19 de junio | Descarga digital     | AATW            |
| Reino Unido  | 20 de junio | CD                   | AATW            |
| España       | 20 de junio | Descarga digital     | Zooland Records |
| Alemania     | 24 de junio | CD, Descarga digital | Zooland Records |
| Canadá       | 5 de julio  | CD, Descarga digital | Universal       |
| Australia    | 8 de julio  | CD, Descarga digital |                 |